# XV конференция ВКП(б)
XV всесоюзная конференция Всесою́зной коммунисти́ческой па́ртии (большевико́в) — проходила в Москве с 26 октября по 3 ноября 1926 года.

## Конференция
Присутствовало 194 делегата с решающим голосом и 640 — с совещательным. Последняя партийная конференция с участием Л. Д. Троцкого.

### Распорядок
- О международном положении (докладчик Н. И. Бухарин);
- О хозяйственном положении страны и задачах партии (А. И. Рыков);
- Итоги работы и очередные задачи профсоюзов (М. П. Томский);
- Об оппозиции и внутрипартийном положении (И. В. Сталин).

Конференцию открывал и закрывал председатель Совнаркома А. И. Рыков.

### Повестка
Конференция проходила в обстановке борьбы против так называемого «троцкистско-зиновьевского блока», возникшего летом 1926 года. Были подведены итоги развития народного хозяйства страны за 1925–1926 гг. Было констатировано завершение восстановительного периода и вступление социалистического народного хозяйства в период реконструкции. Особый упор был сделан на всемерное повышение производительности труда как решающий фактор достижения победы над капитализмом. Были определены очередные задачи на 1926–1927 хозяйственный год, с декларированием увеличения промышленного производства на 17–18 % (в тяжёлой промышленности более чем на 20%), ускорить развитие машиностроения, электрификации, металлургии, топливной промышленности и транспорта, от которых зависел рост народного хозяйства в целом. Намечена программа повышения роли профсоюзов в борьбе за режим экономии, за улучшение работы производственных совещаний на предприятиях, усиление коммунистического воспитания масс. В резолюции «По докладу делегации ВКП(б) в ИККИ» конференция осудила фракционную деятельность троцкистско-зиновьевского блока в Коминтерне и обязала делегацию ВКП(б) в ИККИ продолжать борьбу с таковым.

## Принятые резолюции
- По докладу делегации ВКП(б) в ИККИ.
- О хозяйственном положении страны и задачах партии.
- Итоги работы и очередные задачи профсоюзов.
- Об оппозиционном блоке в ВКП(б).
- Приветствие КПГ.[1]